# Felipe Pardo y Aliaga

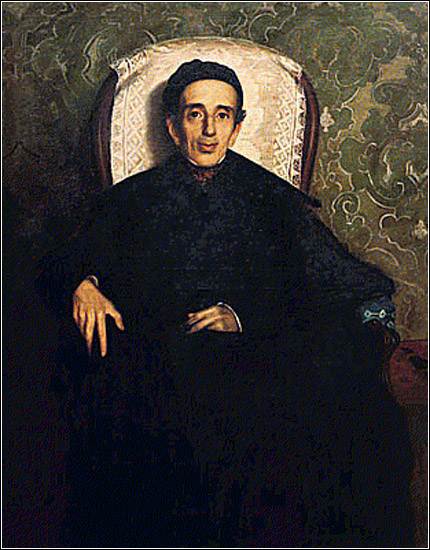
Felipe Pardo y Aliaga. Retrato feito por Francisco Laso.

Felipe Pardo y Aliaga (Lima, 11 de junho de 1806 – Lima, 24 de dezembro de 1868) foi um poeta satírico, dramaturgo, advogado e político peruano.

## Biografia
Membro da elite aristocrática de Lima, seu pai era Manuel Pardo Ribadeneira, ouvidor da Real Audiência de Lima, e sua mãe era Mariana de Aliaga y Borda, filha da 2.ª Marquesa de Fuente Hermosa.
Ele foi, junto com Manuel Ascencio Segura [es], o representante mais importante da antiga literatura peruana. Após a independência, ele participou de assuntos políticos, defendendo causas conservadoras. Tornou-se diplomata e ministro governamental dos presidentes Felipe Santiago Salaverry, Manuel Ignacio de Vivanco e Ramón Castilla.
Pardo casou-se com Petronila de Lavalle y Cabero, filha do 2.º Conde do Prêmio Real. Ele era pai de Manuel Pardo e avô de José Pardo y Barreda, ambos presidentes da República.

## Obras

### Ensaios etravelogues
- Un viaje 1840  "El viaje del niño Goyito"[2]

### Poesias/poemas
- El carnaval de Lima, 1929
- La jeta del guerrero, 1925
- La nariz
- Los paraísos de Sempronio
- El ministro y el aspirante
- A mi levita
- Qué guapos chicos
- Corrida de toros
- La lámpara, 1844
- A mi hijo en sus días, 1855
- Vaya una República, 1856
- El Perú, 1856
- Constitución política, 1859

### Peças teatrais
- Frutos de la educación, 1830
- Una huérfana en Chorrillos, 1833
- Don Leocadio y el aniversario de Ayacucho, 1833